# Bahnhof Berlin-Wannsee
Der Bahnhof Berlin-Wannsee liegt im Berliner Ortsteil Wannsee in der Nähe des Großen Wannsees und ist ein wichtiger Verkehrsknotenpunkt. Er befindet sich im Südwesten Berlins im Bezirk Steglitz-Zehlendorf an einem Schnittpunkt der Wannseebahn und der Bahnstrecke Berlin–Blankenheim (Wetzlarer Bahn) nahe der Havel und der Bundesautobahn 115 (AVUS).
Nach Norden verzweigen sich die Strecken in Richtung Grunewald und Zehlendorf, in Richtung Süden nach Dessau und Potsdam.
Der Bahnhof ist in der Preisklasse 2 von DB Station&Service eingeordnet. 2016 nutzten täglich 38.000 Fahrgäste den Bahnhof. Die Anlage steht seit November 1993 unter Denkmalschutz.

## Geschichte

### Eröffnung

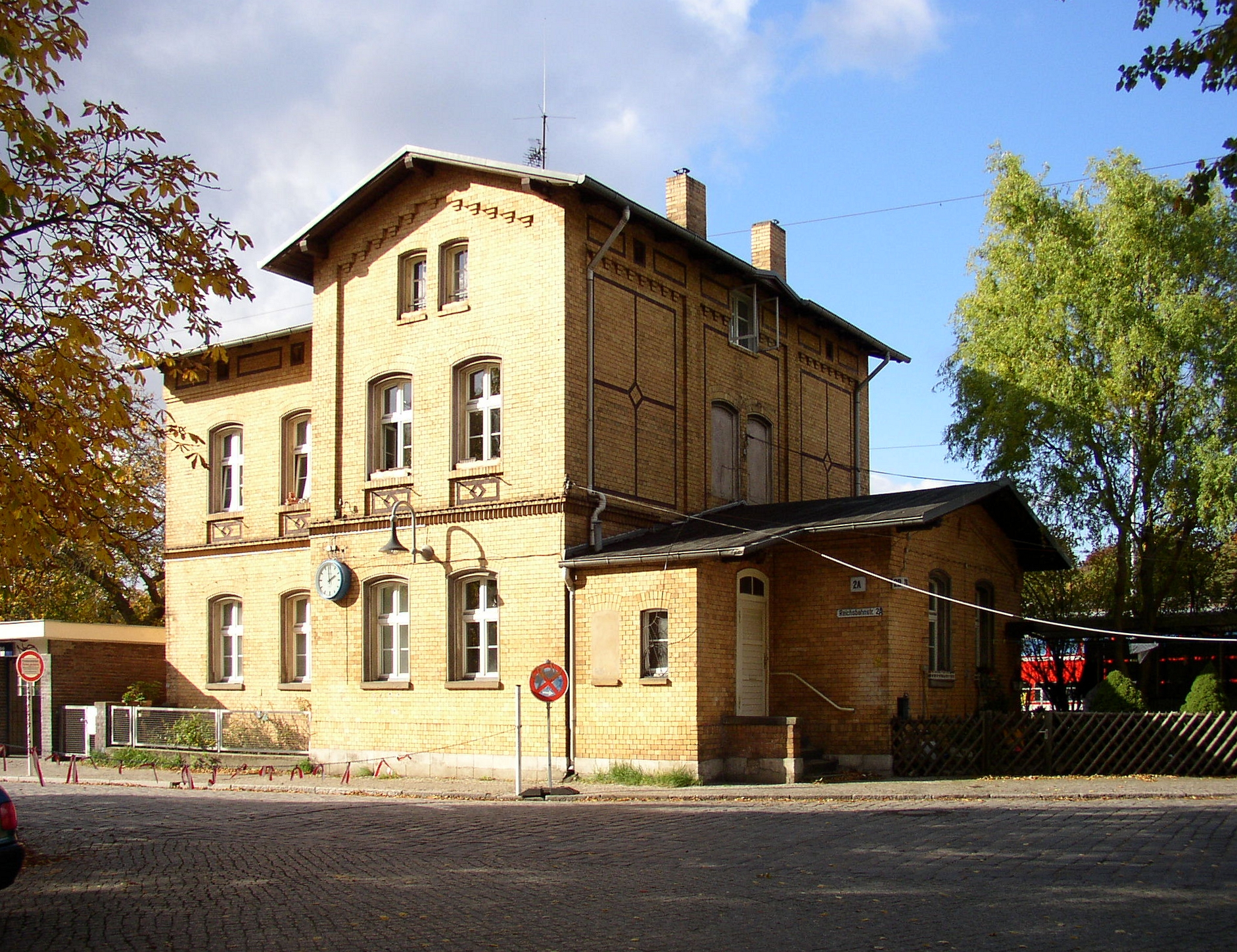
Ehemaliges Empfangsgebäude der Wetzlarer Bahn am Südausgang, 2007

Gemeinsam mit der am 1. Juni 1874 in Betrieb genommenen Wannseebahn der Berlin-Potsdam-Magdeburger Eisenbahn-Gesellschaft, Berlins erster Vorortstrecke von Zehlendorf nach Griebnitzsee, wurde die neue Station als Bahnhof Wannensee eröffnet. 1878 wurde der Name in Wannsee geändert. Als Empfangsgebäude der Wannseebahn diente ab 1874 der ausrangierte hölzerne Kaiserpavillon der Wiener Weltausstellung von 1873, in dem die Kaiser Wilhelm I., Franz Josef I. und Alexander II. gemeinsam gefrühstückt hatten. 1878 ging ein neues Empfangsgebäude in Betrieb; der Pavillon wurde 80 Meter weiter westlich aufgestellt. Anderen Angaben zufolge diente der Kaiserpavillon nie als Empfangsgebäude, sondern wurde von Beginn an als Gastwirtschaft genutzt.
Im Jahr 1879 entstand südlich des Wannseebahnhofs der Bahnhof Dreilinden an der Wetzlarer Bahn. Nach der Verstaatlichung der Berlin-Potsdam-Magdeburger Eisenbahn-Gesellschaft wurden beide Anlagen zwischen 1882 und 1884 unter dem Namen Wannsee zusammengefasst. Das Empfangsgebäude der Wannseebahn bestand fortan für den gesamten Bahnhof, während das ehemalige Empfangsgebäude der Wetzlarer Bahn nunmehr als Beamtenwohnhaus diente. Im Zusammenhang mit dem Bau der Neuen Wannseebahn wurde der Bahnhof von 1890 bis 1892 erneut umgebaut. Die Bahnsteige von Wannsee- und Wetzlarer Bahn blieben in ihrer Lage bestehen, beide Strecken waren westlich der Bahnsteige miteinander verbunden. Der gemeinsame Güterbahnhof entstand südlich des Bahnsteigs der Wetzlarer Bahn. Für Güterzüge von und nach der Wannseebahn wurde südlich der Wetzlarer Bahn ein separates Gleis angelegt, das in Höhe des heutigen Bahnhofs Nikolassee auf die Wannseebahn traf. Es entstanden auch neue Bahnsteige mit den typischen Gusseisensäulen der Preußischen Staatseisenbahnen als Träger der als Satteldach ausgeführten Bahnsteigüberdachung. Zur Sicherung des Bahnbetriebs errichtete die Königliche Eisenbahn-Direktion Berlin vier neue Stellwerke.
Neben den Wannseebahnzügen und den Fernzügen der Wetzlarer Bahn nach Belzig war Wannsee auch Halt für die über die Wetzlarer Strecke verlängerten Stadtzüge nach Potsdam. Auf den Zügen der Wannseebahn und den Stadtzügen galt ab dem 1. Oktober 1891 der gegenüber dem Fernverkehr verbilligte Berliner Vororttarif. Diese Tarifänderung machte eine strikte Trennung von Fern- und Vorortverkehr notwendig, die in Wannsee erst im Rahmen der „Großen Elektrisierung“ angegangen wurde. Mit der am 13. Juni 1913 eröffneten Friedhofsbahn nach Stahnsdorf berührte eine weitere Strecke den Bahnhof. Diese Strecke wurde auf Kosten der Evangelischen Stadtsynode erbaut und sollte Berlinern den Besuch des in Stahnsdorf befindlichen Südwestfriedhofs ermöglichen. Sie wurde von Beginn an in den Vororttarif einbezogen, die Züge wurden in der Regel über die Stadtbahn nach Friedrichshagen oder Erkner verlängert. 1921 wurde der Vororttarif auf der Wetzlarer Bahn von Wannsee bis Beelitz-Heilstätten ausgedehnt.

### Umbau der Bahnhofsanlage und Elektrifizierung
Der Linienbetrieb an Wannsee- und Stadtbahnsteig führte zu mehreren betrieblichen Engpässen. Die Stadtzüge nach Potsdam mussten westlich der Bahnsteige das stadteinwärtige Gleis der Wannseebahn kreuzen, in der Gegenrichtung das stadtauswärtige Gleis der Wetzlarer Bahn. Die eingleisige Friedhofsbahn kreuzte bei der Ausfädelung aus dem Bahnhof das stadteinwärtige Gleis der Wetzlarer Bahn zwar niveaufrei, konnte aber nur vom Stadtbahnsteig aus erreicht werden. Um die Engpässe zu beseitigen, beabsichtigte die Reichsbahndirektion Berlin im Zuge der Elektrifizierung der Berliner Stadt-, Ring- und Vorortbahnen die Trennung des Vorort- vom Fernverkehr auf der Wetzlarer Bahn durch die Errichtung eines dritten Bahnsteigs auf der Nordseite der bestehenden Gleisanlagen. Dessen Dach wurde in der damals aktuellen Flügelform mit Mittelstützen aus genieteten Stahlträgern verwirklicht. Der alte Wannseebahnsteig wurde hierbei teilerneuert und dem neuen Bahnsteig angepasst. Die Bahnsteige der Stadtbahn und Wannseebahn sollten im Richtungsbetrieb befahren werden, der alte Stadtbahnsteig diente künftig nur dem Fernverkehr. Hierfür wurde das stadtauswärtige Gleis der Stadtbahn ab Nikolassee nördlich der Wannseebahn verlegt. Am stadtseitigen Bahnsteigende entstand eine zweigleisige Kehranlage für die Züge von und nach Stahnsdorf. Für die Friedhofsbahn wurde ein neues Überwerfungsbauwerk errichtet, mit dem beide Gleise der Wetzlarer Bahn und das stadteinwärtige Gleis der Wannseebahn überquert werden konnte.
Das 1878 errichtete Empfangsgebäude wurde zur Baufreimachung ab März 1927 abgerissen. Das neue Empfangsgebäude entstand nach Plänen Richard Brademanns und sollte den Anforderungen des Massenverkehrs, insbesondere des Ausflugsverkehrs nach dem Strandbad Wannsee entsprechen. Für den Neubau sollte der 1891 errichtete Personentunnel aus Kostengründen beibehalten werden, wodurch die Lage des Empfangsgebäudes vorgegeben war. Im April 1927 wurde mit der Verlegung der Bahnhofstraße begonnen und Mitte Mai 1927 die Ausschachtungsarbeiten aufgenommen. Nach rund einjähriger Bauzeit wurde es am 1. April 1928 eröffnet. Die Elektrifizierung betraf zunächst nur die Stadtzüge nach Potsdam und Stahnsdorf, eine Elektrifizierung der Wannseebahn war für einen späteren Zeitpunkt vorgesehen. Ab 11. Juni 1928 wurde der elektrische Betrieb auf der Stadtbahn nach Potsdam aufgenommen, am 10. Juli 1928 folgte die Friedhofsbahn. Die Züge nach Stahnsdorf fuhren werktags im Pendelverkehr als Zuggruppe M von Wannsee aus, an den Wochenenden konnte bei Bedarf anstelle der Zuggruppe M die Zuggruppe G II Richtung Mahlsdorf eingesetzt werden.
Am 15. Mai 1933 nahm die Deutsche Reichsbahn den elektrischen Zugbetrieb auf der Wannseebahn auf. Mit dem Bau verbunden war die Anlage eines Bahnbetriebswerks am Westende des Bahnhofs. Dessen Bau war bei der Umgestaltung fünf Jahre zuvor berücksichtigt worden. Das Bahnbetriebswerk Berlin-Wannsee entstand zwischen den Vorortgleisen Richtung Potsdam. Es verfügte über eine vierständige Wagenhalle mit Platz für 16 Viertelzüge. Architekt der Anlage war erneut Richard Brademann. Am 16. April 1937 gingen östlich von Wannsee separate Vorortgleise auf der Wetzlarer Bahn in Betrieb. Die bis dahin bestehende Kreuzung des stadteinwärtigen S-Bahn-Gleises mit dem stadtauswärtigen Gleis der Fernbahn östlich der Bahnsteige konnte damit entfallen. Nach der Fertigstellung des Nord-Süd-Tunnels im Herbst 1939 wurden die Züge der Wannseebahn bis Oranienburg verlängert.

### Nachkriegsära

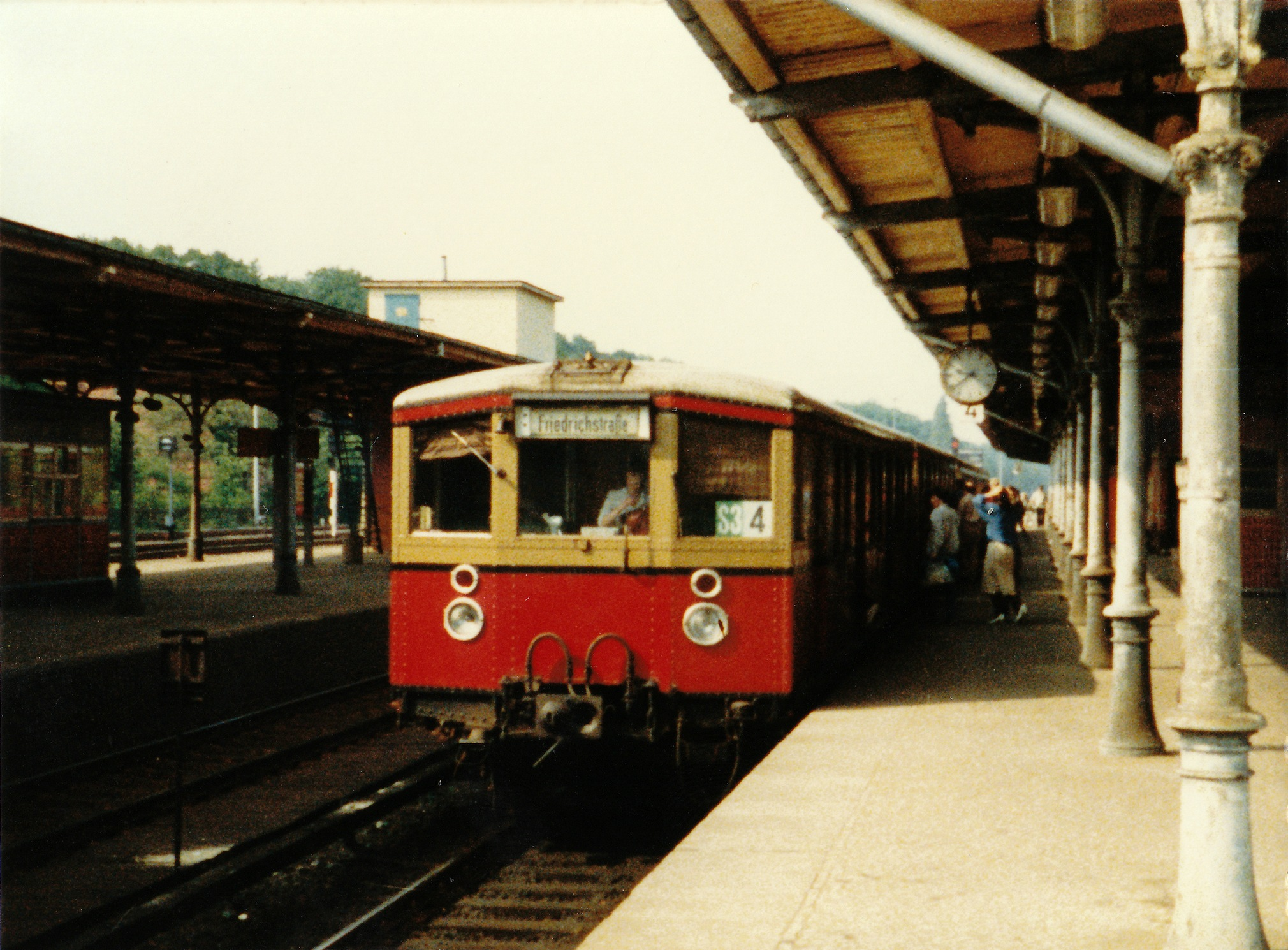
Triebwagen der Baureihe 275 nach der Übernahme der Betriebsrechte durch die BVG, Juni 1984

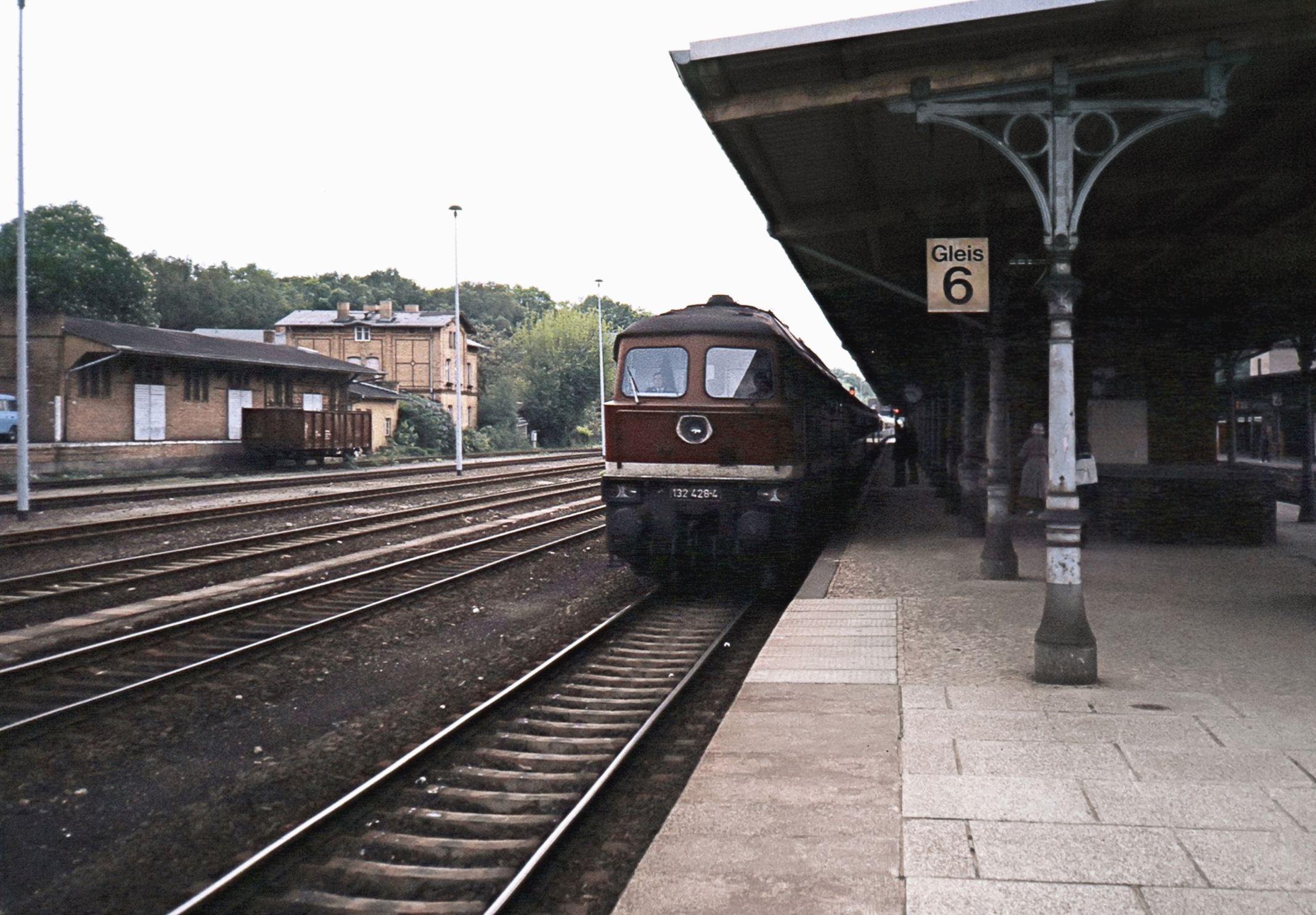
Eingefahrener Transitzug aus Westdeutschland, 1987

Während des Zweiten Weltkriegs blieben die Bahnanlagen in Wannsee weitgehend verschont. Ein durchgehender Zugverkehr in Richtung Potsdam und Drewitz war nach der Sprengung der Teltowkanalbrücken zunächst nicht möglich, zudem wurde das Streckengleis aus Richtung Potsdam als Reparationsleistung an die Sowjetunion abgebaut. Gemäß dem Londoner Protokoll befand sich der Bahnhof seit dem 4. Juli 1945 im Amerikanischen Sektor. Da die weiter südlich gelegene Stammbahn Berlin–Potsdam mehrmals die Grenze zwischen dem Amerikanischen Sektor und der Sowjetischen Besatzungszone passierte, fand hier keine Wiederaufnahme des Verkehrs statt. Die Züge aus Richtung Westen wurden stattdessen von Potsdam aus über Wannsee zur Stadtbahn geleitet. Ab 1947 verkehrten zusätzlich Militärzüge der US-Streitkräfte über Wannsee nach Lichterfelde West. Am 18. Mai 1952 wurde der Verkehr der dampfbetriebenen Vorortzüge zwischen Wannsee und Potsdam beziehungsweise Drewitz eingestellt. Lediglich die S-Bahn passierte weiterhin die Stadtgrenze, ebenso die Militär- und Interzonenzüge zwischen West-Berlin und der Bundesrepublik, letztere jedoch ohne Halt in Wannsee. Der Güterverkehr war zwei Jahre zuvor mit dem Zollgesetz der DDR zwischen den Westsektoren und der Bundesrepublik eingeschränkt worden.
Mit dem Bau der Berliner Mauer am 13. August 1961 war auch der S-Bahn-Verkehr Richtung Potsdam und Stahnsdorf eingestellt worden, von Wannsee fuhren die Züge auf der Stadtbahn nur noch bis Friedrichstraße und über die Wannseebahn und den Nord-Süd-Tunnel bis Frohnau. Die Ferngleise ließ die Deutsche Reichsbahn betrieblich trennen, sodass in Richtung Potsdam und Drewitz zwei eingleisige Strecken bestanden. Zuvor bestand eine zweigleisige Strecke, die sich in Höhe der Stadtgrenze verzweigte. Ab 1969 begann die Reichsbahn mit der Verladung von Autos im Interzonenverkehr, wofür auf dem Güterbahnhof eine Verladestelle eingerichtet wurde. Um 1974 wurde diese wegen der großen Nachfrage ausgebaut. Etwa zur gleichen Zeit wurde die Güterabfertigung wegen des geringen Güterverkehrs geschlossen.
Ab 1972 gab es wieder eine Nahverkehrsverbindung nach Potsdam: Die erste grenzüberschreitende Buslinie der BVG-West nach über 20 Jahren verkehrte vom Bahnhof Wannsee nach Potsdam-Babelsberg (Autobahnabfahrt) über den Grenzübergang Dreilinden (zunächst mit der Bezeichnung E, ab 1985: Linie 99).
Ab dem 26. September 1976 hielten die inzwischen Transitzüge genannten Interzonenzüge wieder in Berlin-Wannsee. Der Fernbahnsteig wurde hierfür auf 400 Meter verlängert. Die Hamburger Transitzüge fuhren ab dem 26. September 1976 über Staaken nach West-Berlin. Nach dem Eisenbahnerstreik vom September 1980 war für kurze Zeit nur die S-Bahn-Linie zur Stadtbahn in Betrieb. Als am 9. Januar 1984 die West-Berliner BVG den S-Bahn-Verkehr von der Deutschen Reichsbahn übernahm und zunächst nur den Abschnitt Friedrichstraße – Charlottenburg weiter betrieb, wurde Wannsee vollständig vom S-Bahn-Verkehr abgeschnitten. Erst am 1. Mai 1984 fuhren wieder S-Bahn-Züge ab Wannsee über die Stadtbahn nach Friedrichstraße, nun als Linie S3 beschildert. Am 1. Februar 1985 wurde die Wannseebahn erneut in Betrieb genommen, die Züge fuhren als S1 bis Anhalter Bahnhof. Von 1987 bis 1989 wurde das Empfangsgebäude einschließlich der Bahnsteige saniert und die S-Bahnsteige mit Aufzügen versehen.

### Seit der Wiedervereinigung

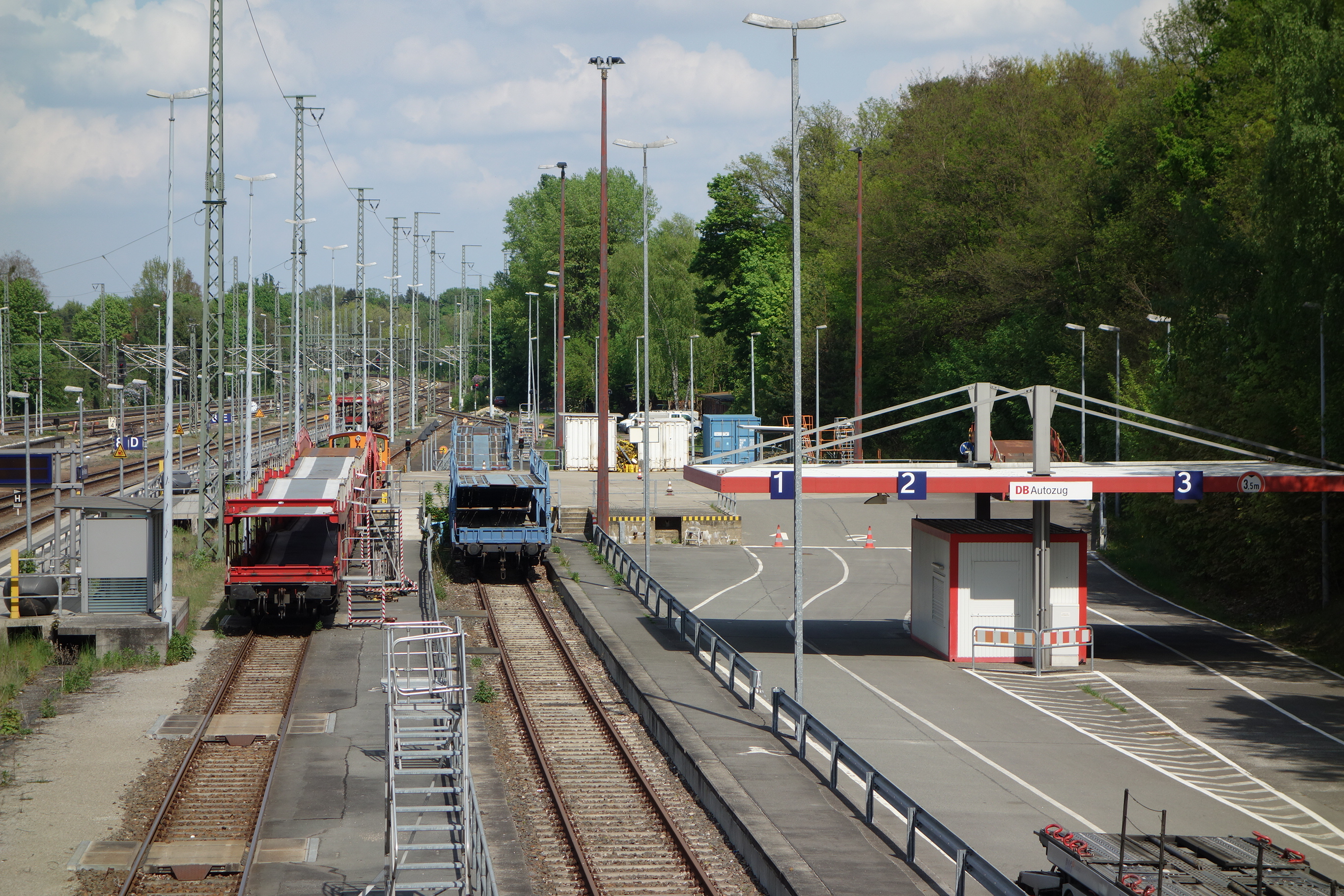
Anlagen des Autoreisezug-Terminals, 2014

Eine neue Blütezeit erlebte der Bahnhof nach dem Mauerfall am 9. November 1989: Die Grenzöffnung führte zu einer hohen Belastung des Bahnhofs, da dieser Umsteigepunkt zwischen einer eingerichteten Buspendellinie Richtung Potsdam und der West-Berliner S-Bahn war. Ab dem 2. Dezember 1989 richtete die Reichsbahn zusätzlich Sonderzüge aus der DDR nach Berlin-Wannsee ein. Ab dem 22. Januar 1990 wurde Wannsee wieder Station für Nahverkehrszüge, im S-Bahn-Vorlaufbetrieb wurde ein Pendelverkehr mit Doppelstockzügen zum damaligen Potsdamer Hauptbahnhof aufgenommen.
- 2. Juni 1991: In Wannsee halten jetzt auch Intercity-Züge aus Karlsruhe und Basel–Köln–Hannover.
- 1. April 1992: Die S-Bahn fährt wieder nach Potsdam.
- 26. Mai 1993: Der Bahnhof Wannsee ist elektrifiziert. Die bisher in Drewitz endenden Regionalzüge werden nach Wannsee verlängert. IC-Züge spannen in Seddin von E-Loks auf Dieselloks um. Der ICE-Verkehr nach Berlin wird zum Bahnhof Lichtenberg umgeleitet, da die Stadtbahn noch nicht vollständig mit Oberleitung überspannt ist. Dafür fährt ein Shuttlezug von Michendorf zum Bahnhof Zoo.
- 4. Juli 1993: Die Bahnstrecke Berlin–Blankenheim und die Stadtbahn ist bis Bahnhof Zoo elektrifiziert. Nunmehr halten auch ICE-Züge in Wannsee. Die IC-Züge und IR-Züge aus Erfurt werden in Wannsee meistens von Bundesbahn-E-Loks der Baureihe 103 auf Diesellokomotiven der DR-Baureihe 132 umgespannt, die dann die Züge bis zum Hauptbahnhof weiterbefördern.
- 25. September 1994: Mit Beginn der Sanierungsarbeiten auf der Berliner Stadtbahn enden alle Züge im Bahnhof Zoo; das Umspannen in Wannsee entfällt.
- 26. Mai 1995: Die neue Regional-Express-Linie RE1 Berlin Zoo–Magdeburg hält auch in Wannsee, bis zum 14. Dezember 1995 mit Dieselloks, bis auch die Strecke Potsdam–Magdeburg elektrifiziert ist.
- 27. September 1998: Die meisten ICE-Züge verkehren über die neue Schnellfahrstrecke Hannover–Berlin. In Wannsee halten keine ICE-Züge mehr.
- 10. Dezember 2017: Seit dem Fahrplanwechsel 2017 hielt in Wannsee auch der ÖBB Nightjet 470/471 Berlin–Zürich.

Im Frühjahr 2012 wurde ein Aufzug zum Regionalbahnsteig 5/6 in Betrieb genommen. Somit sind dieser und die beiden S-Bahnsteige vom Haupteingang am Kronprinzessinnenweg aus barrierefrei erreichbar.
Die Station ist als eine von 20 sogenannten Stammbahnhöfen der Berliner S-Bahn mit einer örtlichen Aufsicht besetzt.

## Aufbau

### Gleise und Bahnsteige

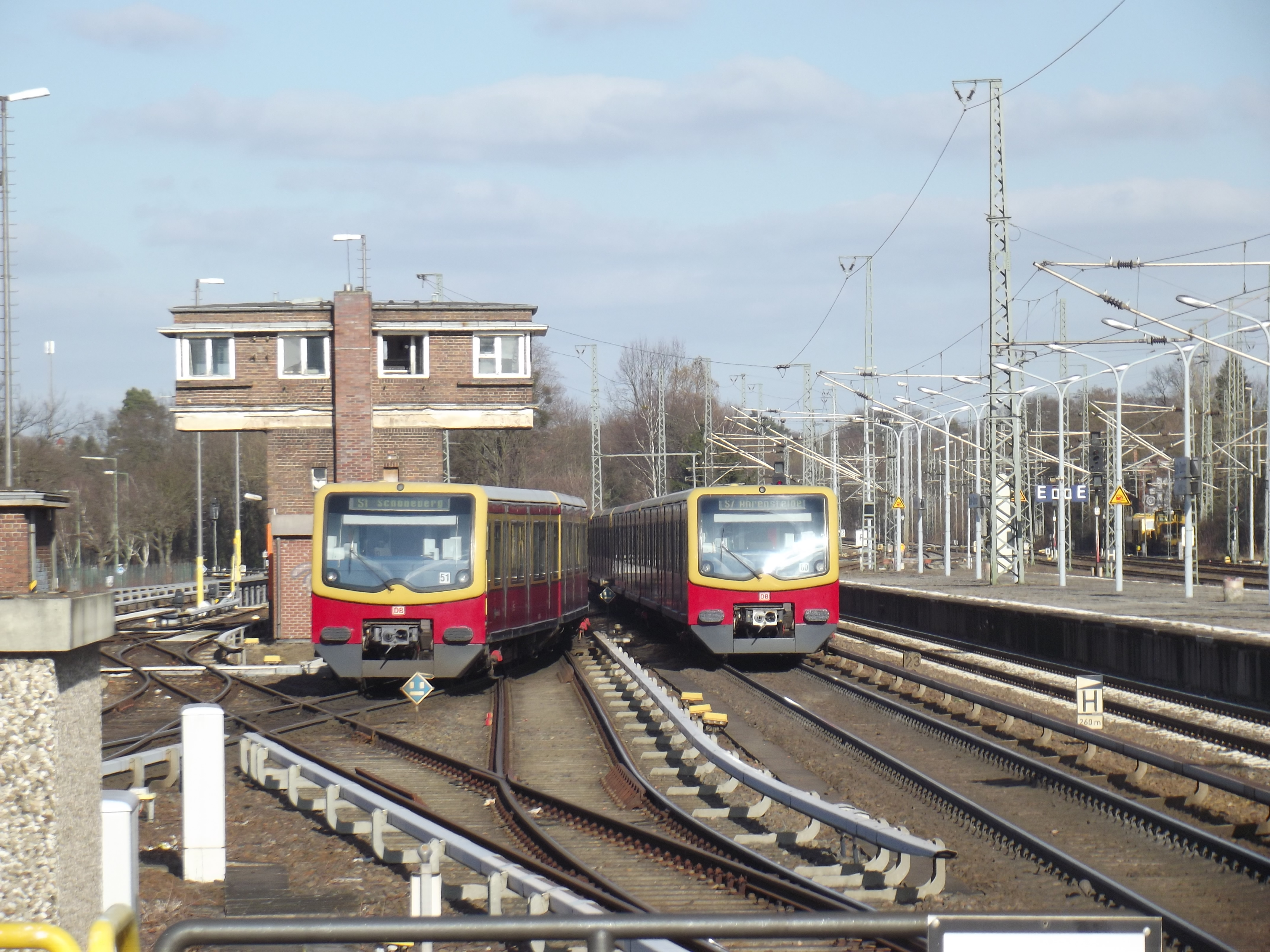
Ausfahrt zweier S-Bahn-Züge auf die Wannsee- und Stadtbahn vor dem ehemaligen Stellwerk Wsk, 2015

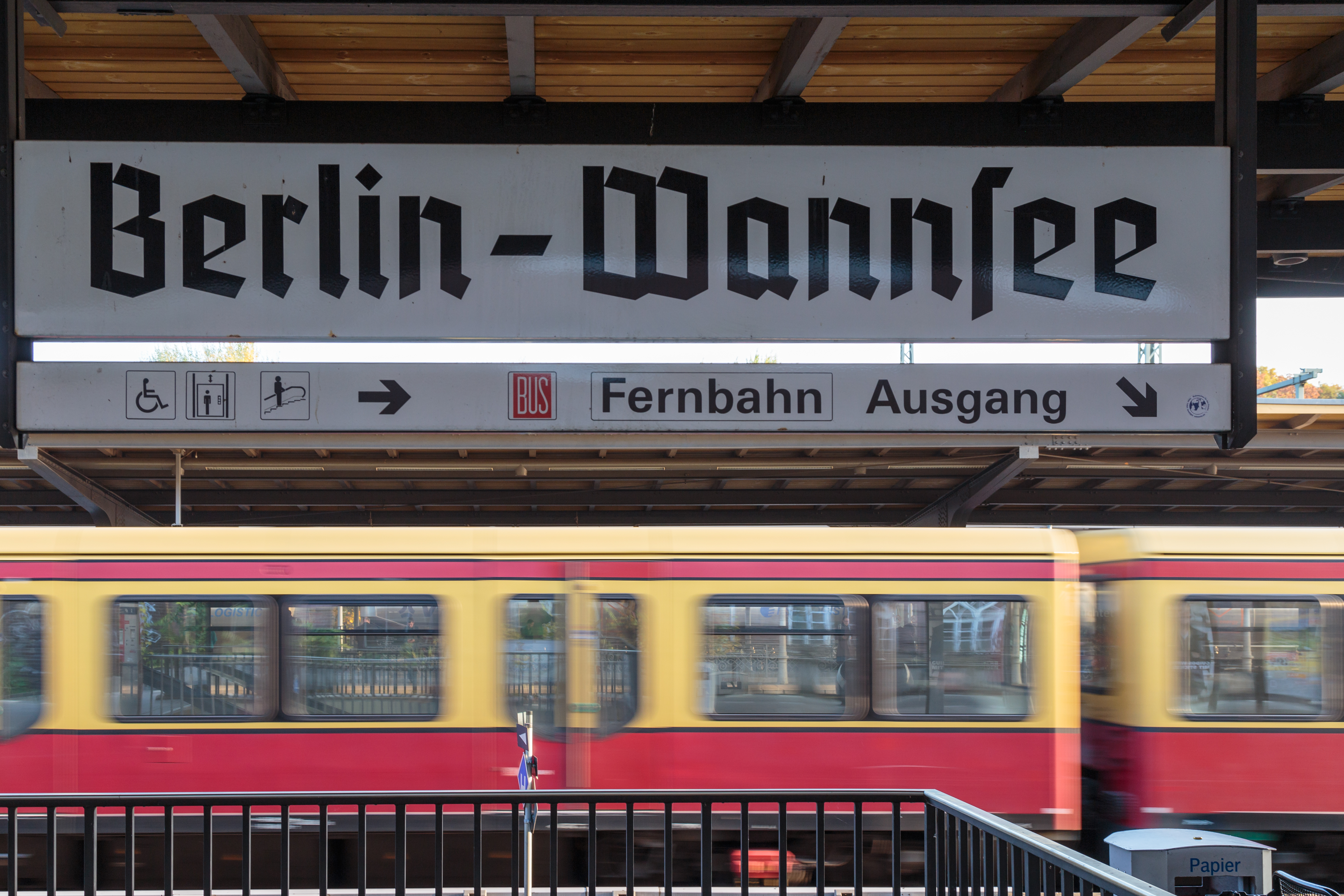
Bahnsteig(schild) und S-Bahn

Die Anlage besteht formal aus zwei voneinander unabhängigen Bahnhöfen, Berlin-Wannsee für den Fern-, Regional- und Güterverkehr und Berlin-Wannsee S-Bahn für den S-Bahn-Verkehr. Der S-Bahnhof liegt an der Wannseebahn und den als verlängerte Stadtgleise oder verlängerte Stadtbahn bezeichneten S-Bahn-Strecke in Richtung Charlottenburg. Für die Züge stehen zwei Mittelbahnsteige (Gleise 1/2 und 3/4) zur Verfügung, die im Richtungsbetrieb angefahren werden, die Züge der Wannseebahn nutzen hierbei in der Regel die innen liegenden Gleise, die Züge der Stadtbahn die beiden äußeren. Östlich der Bahnsteige steht eine dreigleise Kehranlage zur Verfügung, sie diente in ihrer ursprünglichen Bestimmung den Pendelzügen nach Stahnsdorf. Die eingleisige Friedhofsbahn fädelte bis 1961 nach Westen aus und überquerte dabei das stadteinwärtige S-Bahn-Gleis und beide Ferngleise. Westlich der Bahnsteige schließt sich die Betriebswerkstatt Wannsee an.
Die Anlagen des Fernbahnhofs umfassen einen Mittelbahnsteig (Gleis 5/6) für den Fern- und Regionalverkehr und einen Seitenbahnsteig (Gleis 8) für den Autoreisezugverkehr. Gleis 8 wurde seit der Einstellung des Autoverladeterminals bis zum Fahrplanwechsel 2022 planmäßig nicht genutzt, seitdem fahren von dort Züge der Linie RB37 nach Beelitz-Stadt. Südlich der Bahnsteige befanden sich die Gleise des Ortsgüterbahnhofs, die ab 1969 zur Autoverladung genutzt wurden. Von der durchgehenden Wetzlarer Bahn führt östlich ein Gütergleis zur Wannseebahn.
Seit dem 8. Juni 1993 werden die leit- und sicherungstechnischen Anlagen beider Bahnhöfe von zwei elektronischen Stellwerken aus gesteuert und überwacht. Die Stellwerke Wss (Wannsee S-Bahn) und Wsf (Wannsee Fernbahn) befinden sich in einem gemeinsamen Gebäude in Bahnhofsnähe, seit 2011 wird Wss von der Betriebszentrale im ehemaligen Schaltwerk Halensee aus bedient. Die älteren elektromechanischen Stellwerke Ws, Wsk, Wot und Wsa gingen mit der Inbetriebnahme vom Netz, sind aber aus Gründen des Denkmalschutzes weiterhin vorhanden. Die DB Netz ließ das Stellwerk Ws Mitte Januar 2019 ohne Vorabinformation des Eisenbahn-Bundesamtes und des Berliner Landesdenkmalamtes abreißen. Die Stellwerke Ws und Wsk wurden wie das Empfangsgebäude nach Plänen Richard Brademanns errichtet.

### Empfangsgebäude und Ladenzeile

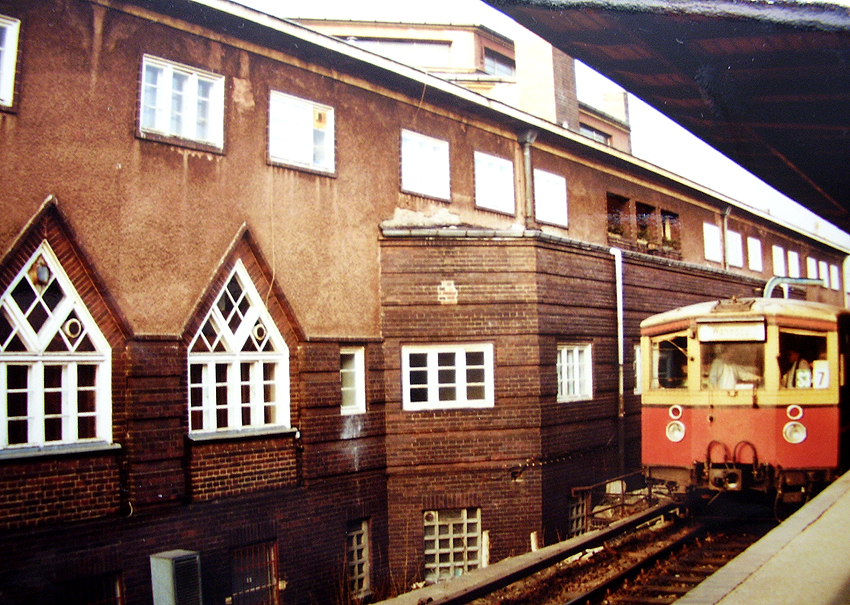
Empfangsgebäude Gleisseite mit einem Triebwagen der Baureihe 275, 1985

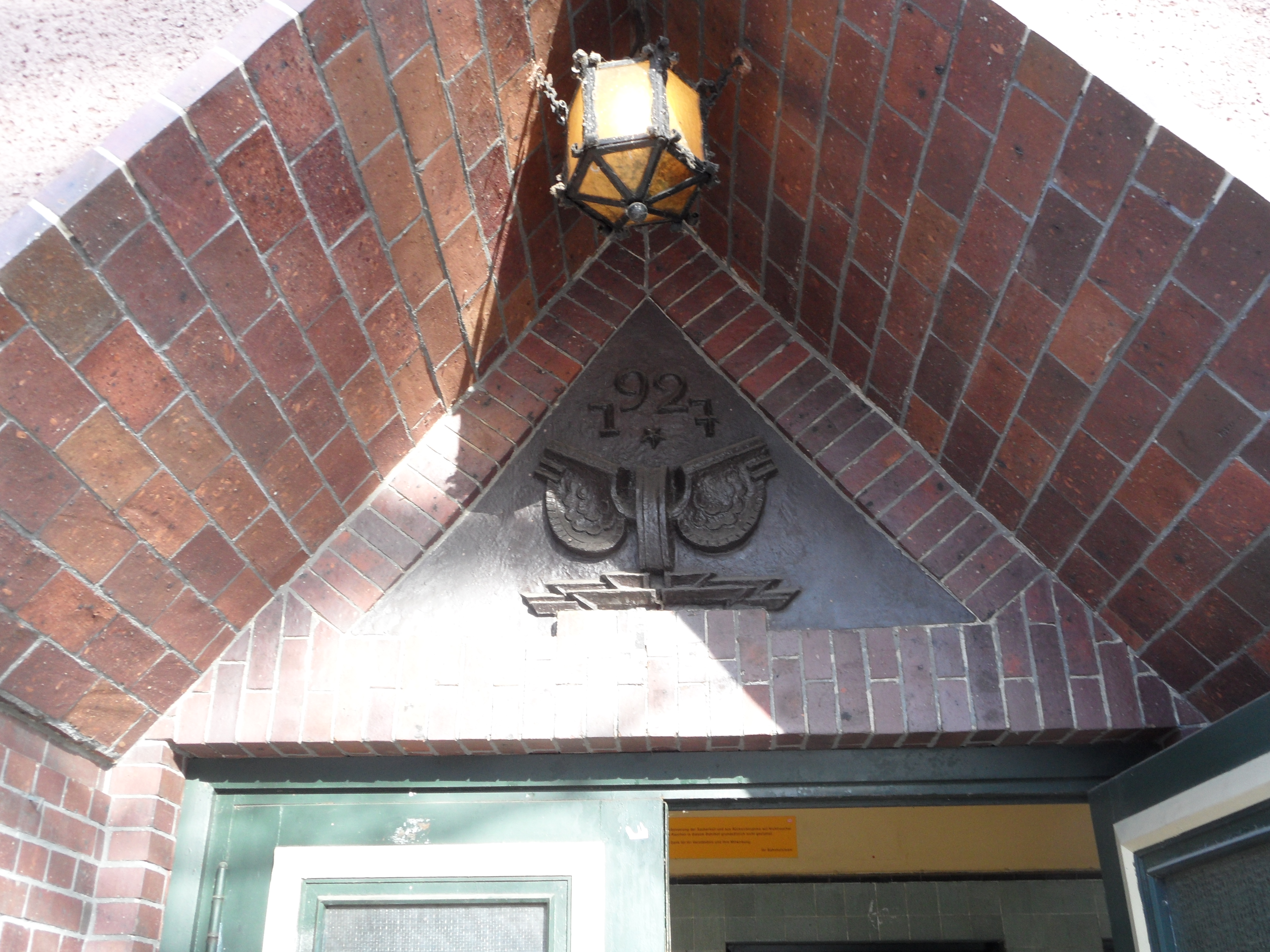
Tympanonfeld mit Bronzerelief, 2011

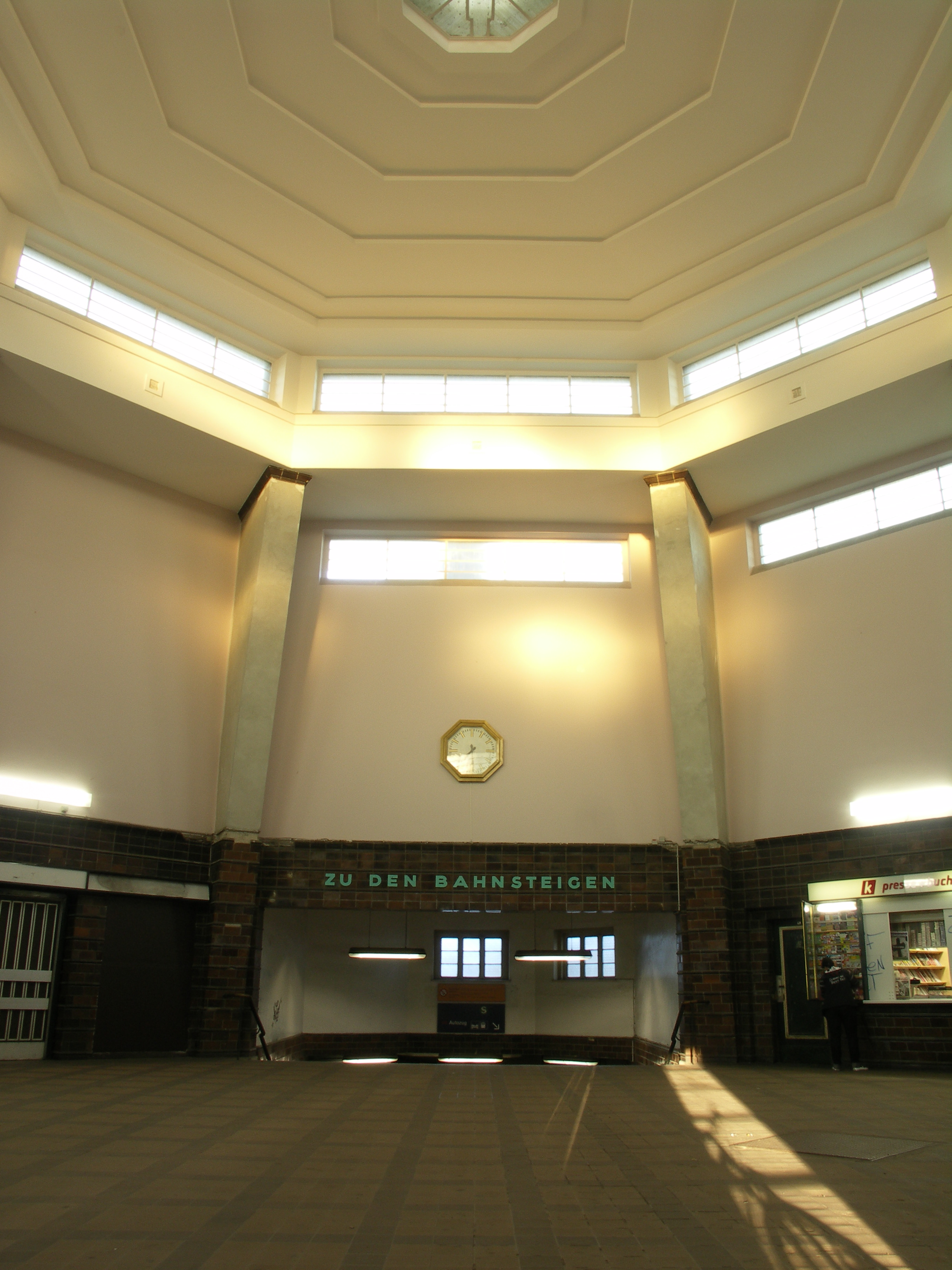
Schalterhalle mit Oberlichtern, 2009

Das Empfangsgebäude entstand von 1927 bis 1928 nach den Plänen Richard Brademanns. Sein Bau wurde erforderlich, da das bisherige Empfangsgebäude dem Neubau eines dritten Bahnsteigs hatte weichen müssen. Da der Personentunnel zur Verbindung der Bahnsteige beibehalten werden sollte, war die Lage des Gebäudes damit vorgegeben. Es entstand auf einem spitz zulaufenden dreieckigen Grundstück zwischen dem Bahngelände und der Bahnhofstraße (seit 1956: Kronprinzessinnenweg). Der Bau umfasst einen Mittelbau und zwei Seitenflügel. Der achteckige Mittelbau mit der Schalterhalle ragt mit drei Seiten deutlich aus der Bauflucht hervor, in der nordwestlichen Schrägseite befindet sich der Haupteingang. Der Bau wird zusätzlich durch ein zweistufiges achteckiges Oberlicht mit Dachlaterne betont. Das Drempelgeschoss der Seitenflügel ist in Fortsetzung der unteren Stufe des Dachaufsatzes zurückgesetzt und seitlich eingerückt. Der dreigeschossige Bau besteht aus Mauerwerk und hat einzelne Eisenbeton- und Eisenstützen. Der Sockelbereich ist mit rotbunten Klinkern verblendet, die Wandflächen sind rötlich verputzt. Durch die streng symmetrische Auslegung des Gebäudes und die Ausbildung von Fensterachsen an der Straßenseite wird seine repräsentative Funktion zusätzlich betont.
Charakteristisch für das Gebäude sind die Wandöffnungen im Erdgeschoss mit dreieckigem Abschluss und ihre Abgrenzung durch schmale, pfeilerartige Wandflächen zueinander. Hierdurch wird der Eindruck einer Arkade erweckt. Die Tympana über dem Haupteingang sind mit flachen Bronzereliefs versehen, die auf das Baujahr, den Auftraggeber und seine Anbindung an Schienen- und Wasserwege verweisen. Die charakteristischen Wandöffnungen setzen sich in einer im Anschluss an den östlichen Seitenflügel gesetzten Mauer fort und finden ihren abrupten Abschluss an einem Transformatorenhäuschen aus Sichtziegelmauerwerk. Am Westflügel war nach den Entwurfsplänen auch eine solche Mauer vorgesehen, die zur Abgrenzung einer geplanten Bahnhofswirtschaft dienen sollte. Durch eine rechtwinklig hierzu angelegte Ladenzeile sollte ein klar umgrenzter Bahnhofsvorplatz entstehen. Die ursprünglichen Pläne wurden nicht umgesetzt, die Idee wurde aber wieder aufgegriffen und 1950/51 nach Plänen von Hans Tiedt umgesetzt.
Die Gleisseite weist demgegenüber teils deutliche Gestaltungsmerkmale auf. Der zentrale Mittelbau tritt weniger in Erscheinung. Durch die Zusammenfassung mehrerer Fenster im Obergeschoss werden keine Fensterachsen ausgebildet. Die Aneinanderreihung dreieckigen Wandöffnungen wird durch den Mittelbau mit rechteckigen Fensteröffnungen unterbrochen. Die Symmetrie der Anlage wird an den Gebäudeecken aufgegeben. Im Anschluss an den Ostflügel schließt ein Laubengang mit Dachterrasse an. Daran angeschlossen ist ein niedriger Fahrradschuppen. Der Eckbereich des Westflügels ist hingegen über eine Breite von vier Metern und eine Tiefe von drei Metern aus der Bauflucht herausgenommen.
Im Innenraum wird der repräsentative Charakter des Gebäudes durch die monumental wirkende Schalterhalle in Form eines unregelmäßigen Achtecks betont. Die Hallenkonstruktion wird von acht nach unten verjüngenden Eisenstützen getragen, die aus den Ecken hervortreten. In gesamter Tiefer liegt auf den Stützen ein Ringanker auf, der die obere Stufe des zweistufigen Oberlichts trägt. Die kuppelartige Hallendecke ist durch Absetzungen in unregelmäßige achteckige Absetzungen unterschiedlicher Breite gegliedert, mittig ist eine verglaste Öffnung angelegt. Das untere Drittel der Hallenwände und die Pfeiler in ihrer gesamten Höhe sind mit gelbbraunen Fliesen verblendet. Eine waagerechte Gliederung erfolgt durch schmale, schwarz glasierte Keramik-Dreieckprofile. Den oberen Abschluss der Verkleidung bildet ein nach oben abgeschrägtes Gesims. Die daran anschließenden Wandflächen und die Hallendecke sind gelb verputzt.
Ausgehend vom Haupteingang befanden sich auf der rechten Hallenseite vier Fahrkartenschalter für den Fern- und Vorortverkehr. Unmittelbar links des Eingangsbereichs befanden sich sieben weitere Schalter für den Vorortverkehr an verkehrsreichen Tagen. Rechts des Eingangs befindet sich ein breiter Durchgang mit dem die öffentlichen Toiletten und die Wartesäle 1./2. Klasse und 3./4. Klasse erschlossen wurden. Daran angeschlossen war ein Buffetbereich zur Verköstigung der wartenden Fahrgäste. Weiter gruppierten sich die Gepäckaufgabe und drei kleinere Räume für Pförtner, Polizei und ein Kiosk um die Schalterhalle. Der Zugang zu den Bahnsteigen befindet sich gegenüber dem Haupteingang und mündet über einen Treppenabgang schräg in den Personentunnel. Am südlichen Ausgang an der Reichsbahnstraße befindet sich eine Passimeteranlage mit Satteldach unmittelbar am ehemaligen Empfangsgebäude der Wetzlarer Bahn. Um 1931 wurde der Personentunnel unter der Bahnhofstraße hindurch zur Dampferanlegestelle am Großen Wannsee verlängert und mit einem separaten Ausgang versehen. Der flach gedeckte Klinkerbau des Nordausgangs weist einen symmetrischen Aufbau aus. Mittig ist der Zugang zu einem Warteraum, an den Querseiten befinden sich Treppenabgänge, die in den Personentunnel münden. Im Obergeschoss befanden sich zwei Dienstwohnungen und die Wohnung des Bahnhofswirts.
Der Bau erlitt während des Zweiten Weltkriegs keine größeren Zerstörungen. Das Gebäude erfuhr nach dem Krieg mehrere teils größere Veränderungen. Die Fliesen an den Eckpfeilern der Schalterhalle wurden oberhalb des Gesims abgeschlagen und die Pfeiler verputzt. Der ursprünglich ausgesparte Eckbereich des Westflügels wurde zur Anlage einer Toilette für die Bahnhofswirtschaft bebaut. Angrenzend an den Westflügel entstand 1950/51 eine Ladenzeile in Form eines Viertelkreises, an dessen Ende sich eine Gastwirtschaft befindet. Der Bahnhofsvorplatz wurde 1982 umgestaltet, wobei ein Teil des Platzes für Taxistände und Parkflächen abgetrennt wurde.
Mitte 2017 wurde in der knapp 11,90 Meter hohen Eingangshalle ein neues Lichtkonzept umgesetzt, um deren architektonischen Besonderheiten zu betonen. Die eingesetzten LED-Lampen ermöglichen die Darstellung beliebiger Farben, z. B. zu besonderen Anlässen. In den nächsten Monaten ist die Eröffnung einer WC-Anlage im Empfangsgebäude geplant sowie der Bau weiterer Fahrradabstellplätze durch den Senat.

## Verkehrsangebot

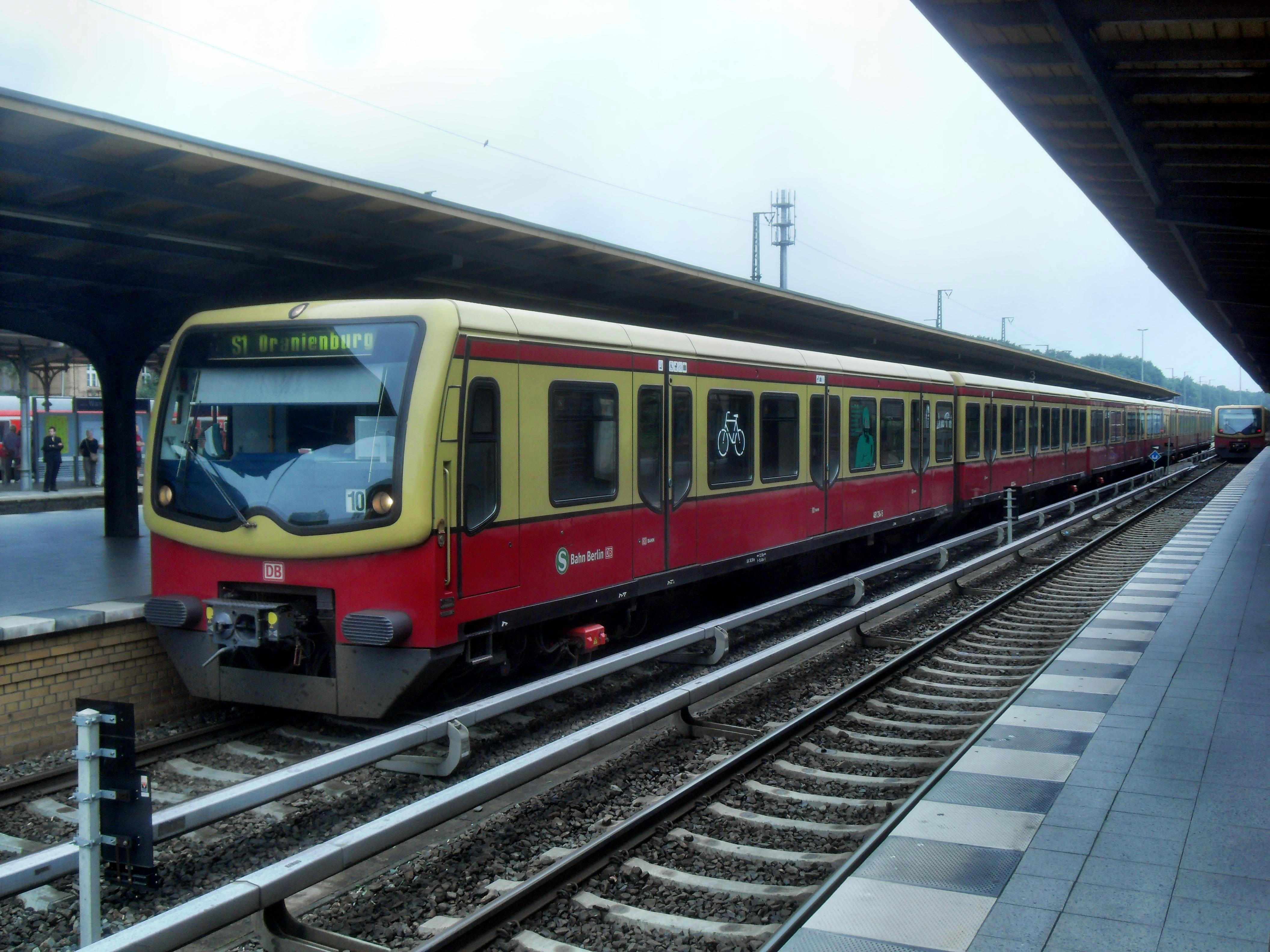
Triebwagen der DB-Baureihe 481 auf der Linie S 1 auf dem Weg nach Oranienburg, 2010

### Fern-, Regional- und Nahverkehr
Der Bahnhof Wannsee dient vorrangig als Regional- und S-Bahnhof im Berliner Südwesten. Seit der Inbetriebnahme des Berliner Hauptbahnhofs im Mai 2006 gibt es nur noch eine Intercity-Tagesrandverbindung nach Cottbus beziehungsweise Norddeich Mole (einmal täglich). In Wannsee hält außerdem ein Nachtzug nach Zürich. Hinzu kommen einzelne Züge, beispielsweise einmal täglich ein Regional-Express zwischen Potsdam Hbf und Szczecin Główny (Stettin) sowie der Harz-Berlin-Express von Regionalverkehre Start Deutschland in den Harz.
Die DB Fernverkehr betrieb auf der Ostseite des Bahnhofs ein Terminal zur Verladung von Straßenfahrzeugen auf Autoreisezüge. Zuletzt wurde nur noch eine tägliche DB-Autozug-Verbindung von und nach München angeboten. Am 26. April 2014 verließ letztmals ein Zug mit Autotransportwagen den Bahnhof Wannsee mit dem Ziel München, seitdem wurden Autos und Motorräder separat per Lkw befördert, bis auch diese Beladung eingestellt wurde.

#### Fernverkehr
| Linie      | Streckenverlauf | Takt                       | EVU            |
| ---------- | --- | -------------------------- | -------------- |
| ICE 10     | Berlin Ostbahnhof – Berlin Zoologischer Garten – Berlin-Wannsee – Potsdam Hbf – Brandenburg Hbf – Magdeburg Hbf – Hannover Hbf – Bielefeld Hbf – Hamm (Westf) Hbf – Essen Hbf – Düsseldorf Hbf – Köln Hbf | 1 Zugpaar in Tagesrandlage | DB Fernverkehr |
| NJ 470/471 | Zürich HB – Basel SBB – Basel Bad Bf – Freiburg (Breisg) Hbf – Karlsruhe Hbf – Frankfurt (Main) Hbf – Göttingen – Braunschweig Hbf – Brandenburg Hbf – Berlin-Wannsee – Berlin Hbf – Berlin Ostbahnhof    | 1 Zugpaar                  | ÖBB            |
| HBX        | Harz-Berlin-Express Berlin Ostbahnhof – Berlin-Wannsee – Potsdam Hbf – Brandenburg Hbf – Genthin – Magdeburg Hbf – Halberstadt (Zugteilung) – Quedlinburg – Thale Hbf / Wernigerode – Vienenburg – Goslar | Einzelne Züge (Fr–So)      | start          |

#### Regional- und S-Bahn-Verkehr
| Linie                    | Streckenverlauf | Takt (min) | EVU              |
| ------------------------ | --- | --- | ---------------- |
| RE 1                     | Magdeburg Hbf – Magdeburg-Neustadt – Burg (b Magdeburg) – Güsen (b Genthin) – Genthin – Wusterwitz – Kirchmöser – Brandenburg Hbf – Werder (Havel) – Potsdam Hbf – Berlin-Wannsee – Berlin-Charlottenburg – Berliner Stadtbahn – Berlin Ostkreuz – Erkner – Fangschleuse – Hangelsberg – Fürstenwalde (Spree) – Frankfurt (Oder) – Eisenhüttenstadt (– Guben – Cottbus Hbf) | 60 (Magdeburg–Frankfurt) 60 in der HVZ (Frankfurt–Eisenhüttenstadt) einzelne Züge (Eisenhüttenstadt–Cottbus)                   | ODEG             |
| RE 1 Verstärkerzug       | Brandenburg Hbf – Götz – Groß Kreutz – Werder (Havel) – P Park Sanssouci – P Charlottenhof – Potsdam Hbf – Berlin-Wannsee – Berlin-Charlottenburg – Berliner Stadtbahn – Berlin Ostkreuz – Erkner – Fangschleuse – Fürstenwalde (Spree) – Berkenbrück – Briesen (Mark) – Jacobsdorf (Mark) – Pillgram – Frankfurt (Oder)-Rosengarten – Frankfurt (Oder) | 60 | ODEG             |
| RE 1 Verstärkerzug       | Brandenburg Hbf – Werder (Havel) – Potsdam Hbf – Berlin-Wannsee – Berlin-Charlottenburg – Berliner Stadtbahn – Berlin Ostkreuz – Erkner – Fürstenwalde (Spree) – Frankfurt (Oder) | 60 (nur in der HVZ) Zwischen Brandenburg und Frankfurt ergibt sich in der HVZ ein 20 min.-Takt, ansonsten ein 20/40 min.-Takt. | ODEG             |
| RE 7                     | Dessau Hbf – Roßlau (Elbe) – Bad Belzig – Beelitz-Heilstätten – Michendorf – P Medienstadt Babelsberg – Berlin-Wannsee – Berlin-Charlottenburg – Berliner Stadtbahn – Berlin Ostkreuz – Königs Wusterhausen – Brand Tropical Islands – Lübben (Spreew) – Lübbenau (Spreew) – Calau(Niederl) – Altdöbern – Senftenberg | 60 (Dessau–Senftenberg) 30 (Bad Belzig–B-Wannsee, Mo–Fr)                                                                       | DB Regio Nordost |
| RB 23                    | (Potsdam Golm – P Park Sanssouci – P Charlottenhof – Potsdam Hbf – P Griebnitzsee – Berlin-Wannsee –) Berlin-Charlottenburg – Berliner Stadtbahn – Berlin Ostkreuz – Flughafen BER | 60 (nur HVZ) | DB Regio Nordost |
| RB 37                    | Berlin-Wannsee – P Medienstadt Babelsberg – Michendorf – Beelitz Stadt | 60 | ODEG             |
|                          | Oranienburg – Lehnitz – Borgsdorf – Birkenwerder – Hohen Neuendorf – Frohnau – Hermsdorf – Waidmannslust – Wittenau (Wilhelmsruher Damm) – Wilhelmsruh – Schönholz – Wollankstraße – Bornholmer Straße – Gesundbrunnen – Humboldthain – Nordbahnhof – Oranienburger Straße – Friedrichstraße – Brandenburger Tor – Potsdamer Platz – Anhalter Bahnhof – Yorckstraße (Großgörschenstraße) – Julius-Leber-Brücke – Schöneberg – Friedenau – Feuerbachstraße – Rathaus Steglitz – Botanischer Garten – Lichterfelde West – Sundgauer Straße – Zehlendorf – Mexikoplatz – Schlachtensee – Nikolassee – Wannsee \|\| style="text-align:center"\| 10 | S-Bahn Berlin |                  |
|                          | Potsdam Hauptbahnhof – Babelsberg – Griebnitzsee – Wannsee – Nikolassee – Grunewald – Westkreuz – Charlottenburg – Savignyplatz – Zoologischer Garten – Tiergarten – Bellevue – Hauptbahnhof – Friedrichstraße – Hackescher Markt – Alexanderplatz – Jannowitzbrücke – Ostbahnhof – Warschauer Straße – Ostkreuz – Nöldnerplatz – Lichtenberg – Friedrichsfelde Ost – Springpfuhl – Poelchaustraße – Marzahn – Raoul-Wallenberg-Straße – Mehrower Allee – Ahrensfelde \|\| style="text-align:center"\| 10 | S-Bahn Berlin |                  |
| Stand: 15. Dezember 2024 | | |                  |

### Bus- und Fährverkehr
Über verschiedene Buslinien, die innerhalb des Bezirks Steglitz-Zehlendorf verkehren, bestehen Verbindungen vom Bahnhof Wannsee in die umliegenden Siedlungsgebiete. Zusätzlich fährt auf der Linie 218 ein historischer Omnibus durch den Grunewald über Havelchaussee, Scholzplatz und Heerstraße zum Messegelände.
Zudem verkehrt einmal stündlich die Fährlinie F10 der Berliner Verkehrsbetriebe über den Wannsee nach Alt-Kladow im Bezirk Spandau, die eine schnelle Verbindung vom Süden in den Westen Berlins bietet und auch eine wichtige Ausflugslinie darstellt.